# Jaime Callejas
Jaime Callejas (ur. 13 października 1940) – kolumbijski strzelec, olimpijczyk.

## Kariera
Uczestnik Letnich Igrzysk Olimpijskich 1972, na których wystartował w 2 konkurencjach. Zajął 48. pozycję w karabinie małokalibrowym w trzech postawach z 50 m (wśród 69 strzelców) i 89. lokatę w karabinie małokalibrowym leżąc z 50 m (na 101 zawodników).
Wraz z drużyną zdobył brązowy medal w karabinie małokalibrowym w trzech postawach z 50 m podczas Igrzysk Ameryki Środkowej i Karaibów 1978. W tej samej konkurencji zajął 5. miejsce indywidualnie na Igrzyskach Panamerykańskich 1971 (1125 punktów).

## Wyniki

### Igrzyska olimpijskie
| Igrzyska       | Konkurencja                               | Wynik                         | Miejsce | Źródło |
| -------------- | ----------------------------------------- | ----------------------------- | ------- | ------ |
| Monachium 1972 | Karabin małokalibrowy leżąc, 50 m         | 579 pkt. (97–94–97–100–95–96) | 89      | [ 1 ]  |
| Monachium 1972 | Karabin małokalibrowy, trzy postawy, 50 m | 1106 pkt. (387–373–346)       | 48      | [ 2 ]  |